# NGC 2387
NGC 2387 (również PGC 21105) – galaktyka spiralna (S), znajdująca się w gwiazdozbiorze Woźnicy. Odkrył ją William Herschel 10 marca 1790 roku.